# Rick Snyder
Richard Dale Snyder, detto Rick (Battle Creek, 19 agosto 1958), è un politico statunitense, governatore del Michigan dal 2011 al 2019.

## Biografia
Prima di dedicarsi alla politica ha ricoperto l'incarico di presidente del consiglio di amministrazione della Gateway. Il partito repubblicano lo ha inserito nella rosa dei potenziali candidati alla presidenza degli Stati Uniti nelle elezioni del 2016.